# Обсерватория Копенгагенского университета
Обсерватория Копенгагенского университета — астрономическая обсерватория, основанная в 1861 году Университетом Копенгагена (и сейчас управляется им) в Østervold, Копенгаген, Дания. Также обсерватория называется Østervold.

## Руководители обсерватории
- 1857—1875 гг — д’Арре, Генрих Луи — создатель плана обсерватории и первый её руководитель
- 1875—1907 гг — Тиле, Торвальд Николай
- 1907—1940 гг — Стрёмгрен, Сванте Элис
- 1940—1951 гг — Стрёмгрен, Бенгт Георг Даниель — закладывает Обсерваторию Брорфельде

## История обсерватории
Здание обсерватории было построено в 1859—1861 годах. Она была создана после переноса оборудования из обсерватории знаменитой Круглой башни, которая там находилась с 1642 по 1861 года, пока не стали сильно мешать сотрясения здания от движения тяжелых повозок и появления городской ночной засветки. В 1953 году была открыта новая наблюдательная станция (Обсерватория Брорфельде) в связи с увеличением засветки в месте расположения Обсерватории Копенгагенского университета. В Брорфельд были переведены все наблюдательные работы.

## Инструменты обсерватории

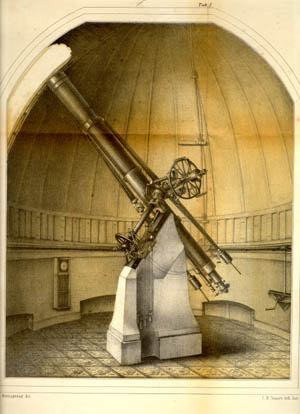
28-см рефрактор для визуальных наблюдений

- Меридианный круг (западное крыло) (XIX век)
- Пассажный инструмент (восточное крыло, XIX век)
- Несколько маятниковых часов в подвале (XIX век)
- 28-см рефрактор (D = 280 мм, F = 4900 мм, 1861 год) для визуальных наблюдений (в 1895 году заменен на двойной рефрактор)
- Двойной 36-см рефрактор (D = 360 мм, F = 4900 мм) (в 1895 году установлен и по сей день остается под куполом обсерватории)
- 20-см фотографический рефрактор (D = 200 мм, F = 4800 мм) (1895 год)
- Малая магнитная обсерватория в Садовом домике с геомагнитными инструментами (XIX век)
- 25-см рефлектор — новый инструмент для практики студентов с ПЗС-камерой

## Направления исследований
- Исследования объектов глубокого космоса (в XIX веке)
- Спектроскопия
- Небесная механика
- Астероиды
- Геомагнитные исследования
- Астрофотография (еще в XIX-м веке)

## Основные достижения
- Открытие астероида (76) Фрейя
- С 1862 по 1968 года было получено и опубликовано 2800 астрометрических измерений астероидов
- Каталог 1942 туманностей д’Арре (1867 год)
- Каталог координат звезд до 8-9 зв. вел. (10 000 объектов)
- Новый метод определения орбитальных элементов двойных звезд
- Стрёмгрен, Бенгт Георг Даниель обнаружил, что водород самый распространенный химический элемент в звездах; он же первым правильно интерпритировал диаграмму Герцшпрунга — Рассела; разработал фотоэлектрическую систему.

## Известные сотрудники
- д’Арре, Генрих Луи
- Тиле, Торвальд Николай
- Стрёмгрен, Сванте Элис
- Стрёмгрен, Бенгт Георг Даниель

## Интересные факты
- Во время Первой мировой войны Центральное бюро астрономических телеграмм, основанное в 1882 году в городе Киль, Германия, было перенесено в обсерваторию Østervold. ЦБАТ оставалась в Копенгагене до 1965 года, пока не было переведено в Смитсонианскую астрофизическую обсерваторию, Кембридж, США.